# Buk
Buk é um município da Polônia, na voivodia da Grande Polônia e no condado de Poznań. Estende-se por uma área de 2,96 km², com 6 001 habitantes, segundo os censos de 2016, com uma densidade de 2027,3 hab/km².